# أنتي تشوفيتش
أنتي تشوفيتش (بالكرواتية: Ante Čović) هو مدرب كرة قدم ولاعب كرة قدم كرواتي في مركز الوسط، ولد في 31 أغسطس 1975 في برلين في ألمانيا. شارك مع منتخب كرواتيا تحت 17 سنة لكرة القدم ومنتخب كرواتيا تحت 20 سنة لكرة القدم ومنتخب كرواتيا تحت 21 سنة لكرة القدم. أما مع النوادي، فقد لعب مع نادي بوخوم ونادي ساربروكن ونادي شتوتغارت ونادي نورنبرغ ونادي هرتا برلين وهايدوك سبليت.

## وصلات خارجية
- أنتي تشوفيتش على موقع اتحاد كرواتيا (الكرواتية)
- أنتي تشوفيتش على موقع قاعدة بيانات كرة القدم.إي يو (الإنجليزية)
- أنتي تشوفيتش على موقع بيانات كرة القدم. دي إي (الألمانية)
- أنتي تشوفيتش على موقع عالم كرة القدم.نت (الإنجليزية)